# Fibration
 (octobre 2015).
Si vous disposez d'ouvrages ou d'articles de référence ou si vous connaissez des sites web de qualité traitant du thème abordé ici, merci de compléter l'article en donnant les références utiles à sa vérifiabilité et en les liant à la section « Notes et références ».
Ne pas confondre avec un espace fibré ni avec une filtration.
En théorie de l'homotopie, une fibration est une application continue entre espaces topologiques satisfaisant une propriété de relèvement des homotopies, qui est satisfaite en général par les projections fibrées. Les fibrations de Serre relèvent les homotopies depuis les CW-complexes tandis que les fibrations de Hurewicz relèvent les homotopies depuis n'importe quel espace topologique.

## Définition
Une application {\displaystyle p} entre deux espaces topologiques {\displaystyle E} et {\displaystyle B} est appelée une fibration de Hurewicz si pour toute application {\displaystyle {\tilde {f}}} depuis un espace topologique {\displaystyle Z} vers {\displaystyle E} telle que la composée avec {\displaystyle p} est homotope à une application {\displaystyle g}, il existe une homotopie de {\displaystyle Z} vers {\displaystyle E} dont la composée avec {\displaystyle p} donne l'homotopie dans {\displaystyle B}. Cette définition est résumée par le diagramme commutatif suivant :
{\displaystyle {\begin{array}{ccc}Z&{\stackrel {\tilde {f}}{\to }}&E\\^{\mathrm {id} \times 0}\downarrow &^{\exists }\!\nearrow &\downarrow ^{p}\\Z\times [0;1]&{\stackrel {H}{\to }}&B\end{array}}}
Une fibration de Serre est définie de la même manière sauf que les espaces {\displaystyle Z} sont des boules euclidiennes (ou des hypercubes).
L'espace source et l'espace d'arrivée de la fibration sont respectivement appelés espace total et base de la fibration.
La préimage de n'importe quel point de la base par la fibration est appelé fibre au-dessus de ce point.

## Propriétés
Toutes les fibres au-dessus d'une composante connexe par arcs de la base sont homotopiquement équivalentes dans le cas d'une fibration de Hurewicz, faiblement dans le cas d'une fibration de Serre.
Si la base est connexe par arcs, le type d'homotopie des fibres est donc bien défini indépendamment du choix d'un point de la base.
Les groupes d'homotopie de la fibre, de l'espace total et de la base d'une fibration s'inscrivent dans une suite exacte longue d'homotopie s'écrivant :
{\displaystyle \cdots \to \pi _{n}(F)\to \pi _{n}(E)\to \pi _{n}(B)\to \pi _{n-1}(F)\to \cdots \to \pi _{1}(F)\to \pi _{1}(E)\to \pi _{1}(B)\to \pi _{0}(F)}
lorsque l'espace total est connexe par arcs.